# エドガー・プリプ
エドガー・プリプ（Edgar Prib）は、ソビエト連邦（現ロシア）出身の元サッカー選手である。現役時代のポジションはMFを務めた。

## 経歴
ソビエト連邦・サハ共和国で生まれ、2歳でドイツに引っ越した。グロイター・フュルトの下部組織出身で、2008年にリザーブチームに昇格する。
2013-14シーズンよりハノーファー96に移籍した。2015-16シーズン、チームは2部に降格し清武弘嗣やロン＝ロベルト・ツィーラーなど多くの主力が退団したが、自身は残留した。
2020年9月1日、双方合意の上でハノーファーとの契約を解消。翌日、フォルトゥナ・デュッセルドルフと2年契約を結んだ。
2021-2022シーズン終了後、契約満了による退団が発表された。
2022年7月29日、マニサFKへの加入が発表された。